# SNCF BB 4730
Die Lokomotiven der Baureihe BB 4730 waren regelspurige Elektrolokomotiven der französischen Staatsbahn SNCF. Sie entstanden für den Verschiebedienst durch Umbauten von Streckenloks der Baureihen BB 4200 und BB 4700.

## Vorgeschichte
Die Eisenbahngesellschaft Compagnie des chemins de fer du Midi (Midi) erhielt in den Jahren 1934/35 von der Firma Constructions électriques de France (CEF) 50 Güterzugloks der Baureihe E 4200 und 17 Maschinen für den Personenverkehr der Baureihe E 4700. Die beiden Baureihen unterschieden sich nur durch das Übersetzungsverhältnis des Getriebes. Durch Getriebewechsel wechselten mehrere Lokomotiven in den 1950er und 1970er Jahren ihre Baureihenzugehörigkeit.

## Geschichte und Beschreibung

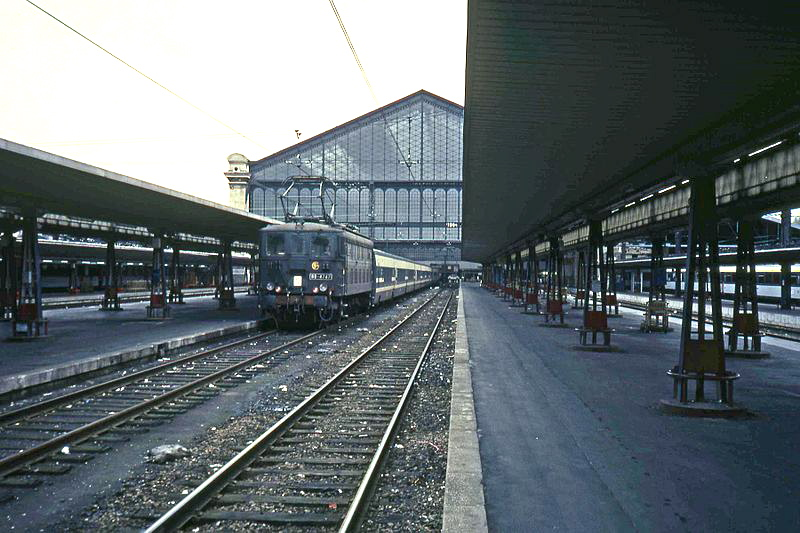
BB 4747 verschiebt eine Talgo-5-Garnitur im Bahnhof Paris-Austerlitz (1983)

Die Kästen der Loks ruhen auf zwei zweiachsigen Drehgestellen. Rahmen und Wagenkästen bestehen aus 10 mm starken Blechen, die auf Streben genietet sind. Das Blech der Drehgestelle ist 30 mm dick, über eine beweglich gelagerte Stange sind jene miteinander verbunden. Die Achslager sind vom Typ Isothermos. Jede Achse wird von einem Tatzlagermotor des Typs M1 angetrieben; diese Motoren wurden aus dem Dick-Kerr-Motor DK107 von CEF und Alsthom gemeinsam weiterentwickelt. Der M1 ist 4100 kg schwer und hat eine Dauerleistung von 395 PS. Er läuft nicht heiß und ist sehr robust; insgesamt 1297 Exemplare bzw. Abkömmlinge wurden gebaut.
Der erstmals bei der Baureihe E 4100 verwendete TCP-Fahrschalter ermöglicht drei Schaltungen: Reihe (alle vier Motoren hintereinander), Reihe-parallel (jeweils die zwei Motoren eines Drehgestells hintereinander) und parallel (je ein Motor eines Drehgestells mit einem des zweiten Drehgestells hintereinander). Starke Blasmagnete unterdrücken das Entstehen von Lichtbögen und ermöglichen einen Wechsel der Fahrstufen ohne Unterbrechung der Stromzufuhr. Die Kompressoren liefern unter anderem die Druckluft für das Senken der beiden Pantografen, deren Schleifbügel elastisch gelagert sind. Bedeutendste Neuerung war die von Alsthom perfektionierte Nutzbremse, die in der Schaltanordnung Reihe-parallel eine Rückspeisung von Strom in die Fahrleitung ermöglichte.
Um 1977 wurden die Unterwerke der Béziers–Neussargues („Ligne des Causses“) auf Siliziumgleichrichter umgestellt. Damit war die Rückeinspeisung von Strom via Nutzbremse nicht mehr möglich, und die Dienste auf jener Strecke wurden von den Vorgängerbaureihen BB 4100 (vormalige E 4100) und BB 4600 (vormalige E 4600) übernommen. Zwischen Februar 1975 und Ende 1979 wurden daher 37 BB 4200 und 10 BB 4700 zu Rangierlokomotiven umgebaut und als Baureihe BB 4730 bezeichnet. Dabei erhielten die BB 4200 im Tausch die Getriebe von Maschinen der Baureihe BB 4600, die ihrerseits zu BB-4100-Güterzugloks mutierten. Die Widerstandsbremse und die Gleisschmiervorrichtung wurden entfernt, Druckluftbremsen wurden installiert. Statt der Heizleitungen wurde eine 1500-V-Verbindung für den Einsatz als Doppeltraktion eingebaut, die am Ablaufberg lösbar war. Für den Betrieb der Hilfsaggregate erhielten die Maschinen Batterien an der Stelle des Generators der Widerstandsbremse. Der Kurbel-Fahrschalter der Midi wurde durch einen klassischen mit Steuerrad ersetzt; Zugfunkgeräte wurden eingebaut und an den Fronten Zugschlussleuchten ergänzt.

## Verbleib
1997 wurden die letzten Loks der Baureihe abgestellt. In Tarascon-sur-Ariège existierte 2010 die BB 4736 (ehemalige BB 4202), in Séméac die BB 4732 (ehemalige BB 4216). Für die Cité du Train blieb die BB 4769 (ehemalige BB 4701) erhalten.